# Comuna Copalnic-Mănăștur, Maramureș
Copalnic-Mănăștur (în maghiară Kápolnokmonostar) este o comună în județul Maramureș, Transilvania, România, formată din satele Berința, Cărpiniș, Copalnic, Copalnic-Deal, Copalnic-Mănăștur (reședința), Curtuiușu Mic, Făurești, Lăschia, Preluca Nouă, Preluca Veche, Rușor și Vad.

## Demografie
Componența etnică a comunei Copalnic-Mănăștur
     Români (84,87%)
     Romi (7,75%)
     Alte etnii (0,13%)
     Necunoscută (7,25%)
Componența confesională a comunei Copalnic-Mănăștur
     Ortodocși (79,59%)
     Penticostali (4,92%)
     Martori ai lui Iehova (3,55%)
     Greco-catolici (2,8%)
     Alte religii (1,32%)
     Necunoscută (7,82%)
Conform recensământului efectuat în 2021, populația comunei Copalnic-Mănăștur se ridică la 5.242 de locuitori, în scădere față de recensământul anterior din 2011, când fuseseră înregistrați 5.673 de locuitori. Majoritatea locuitorilor sunt români (84,87%), cu o minoritate de romi (7,75%), iar pentru 7,25% nu se cunoaște apartenența etnică. Din punct de vedere confesional, majoritatea locuitorilor sunt ortodocși (79,59%), cu minorități de penticostali (4,92%), martori ai lui Iehova (3,55%) și greco-catolici (2,8%), iar pentru 7,82% nu se cunoaște apartenența confesională.

## Politică și administrație
Comuna Copalnic-Mănăștur este administrată de un primar și un consiliu local compus din 15 consilieri. Primarul, Vasile-Stefan Mihalca[*], de la Partidul Național Liberal, este în funcție din octombrie 2020. Începând cu alegerile locale din 2024, consiliul local are următoarea componență pe partide politice:
|  | Partid                          | Consilieri | Componența Consiliului | Componența Consiliului | Componența Consiliului | Componența Consiliului | Componența Consiliului | Componența Consiliului | Componența Consiliului | Componența Consiliului | Componența Consiliului |
|  | ------------------------------- | ---------- | ---------------------- | ---------------------- | ---------------------- | ---------------------- | ---------------------- | ---------------------- | ---------------------- | ---------------------- | ---------------------- |
|  | Partidul Național Liberal       | 9          |                        |                        |                        |                        |                        |                        |                        |                        |                        |
|  | Partidul Social Democrat        | 3          |                        |                        |                        |                        |                        |                        |                        |                        |                        |
|  | Uniunea Salvați România         | 2          |                        |                        |                        |                        |                        |                        |                        |                        |                        |
|  | Alianța pentru Unirea Românilor | 1          |                        |                        |                        |                        |                        |                        |                        |                        |                        |

## Atracții turistice
- Biserica de lemn din Cărpiniș
- Biserica de lemn din Lăschia

## Personalități născute aici
- Marietta Anca (1911–1988), actriță de teatru
- Ioan Leș (n. 1947), jurist, politician.

## Imagini

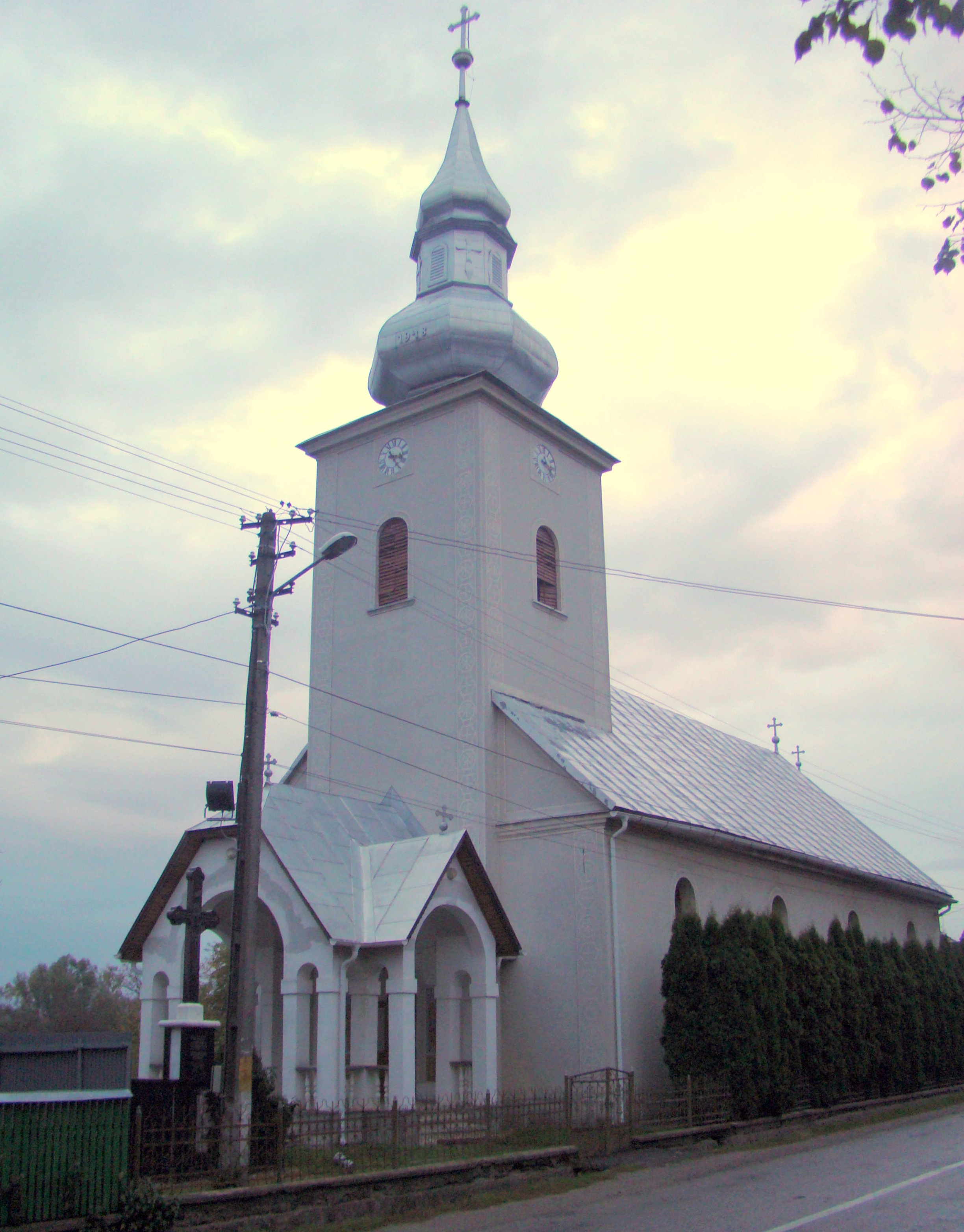
Biserica „Sf. Arhangheli Mihail și Gavril” din Copalnic-Mănăștur
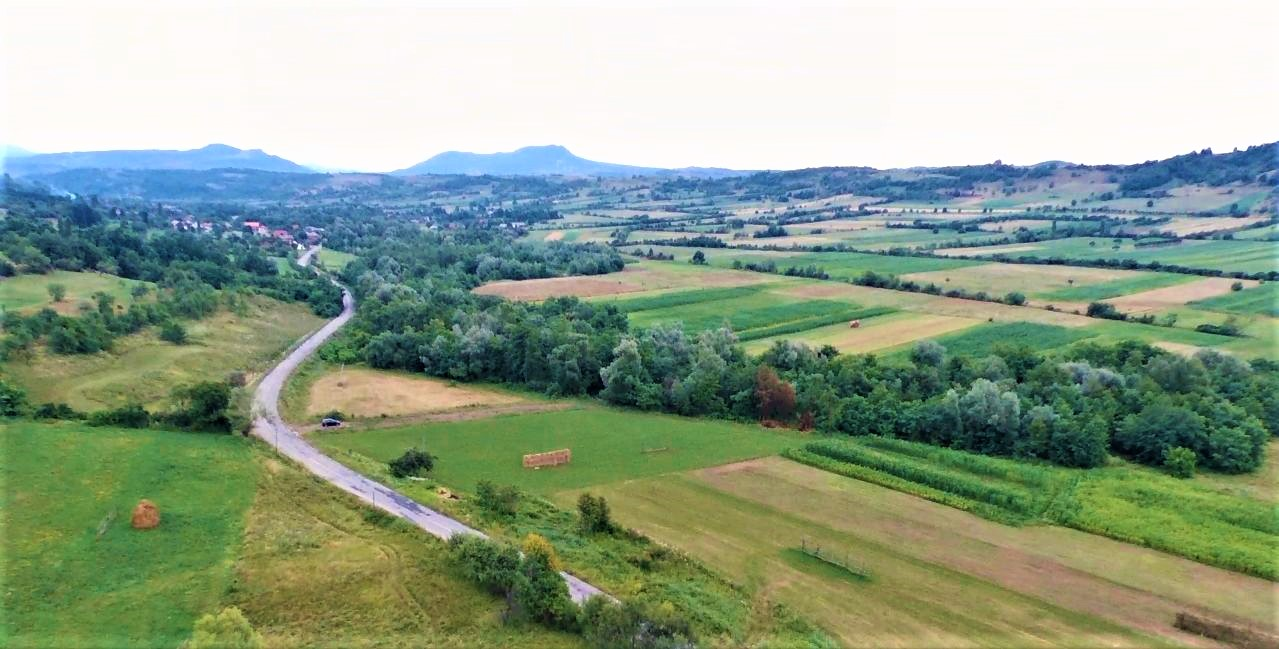
Vad
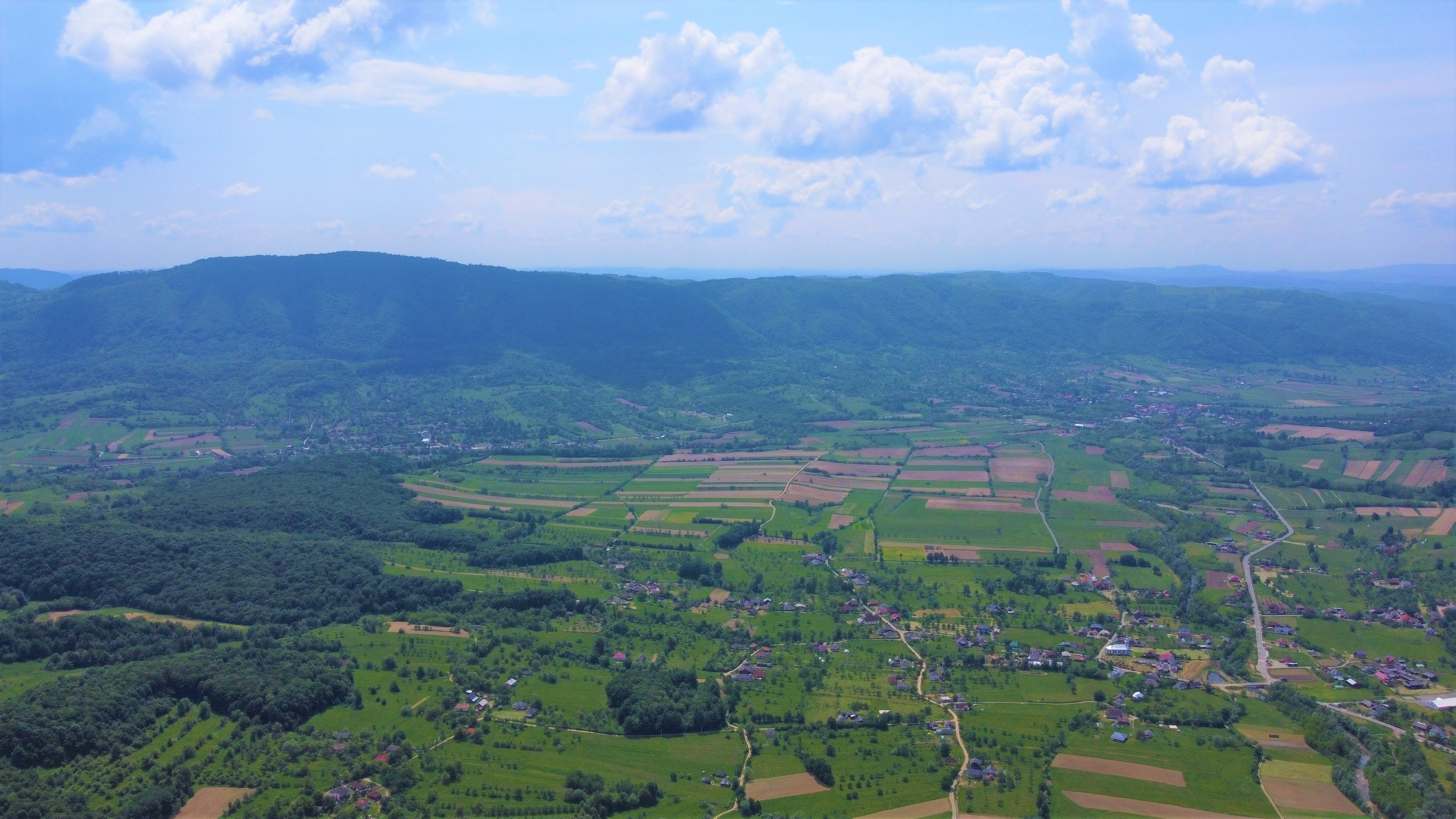
Vad
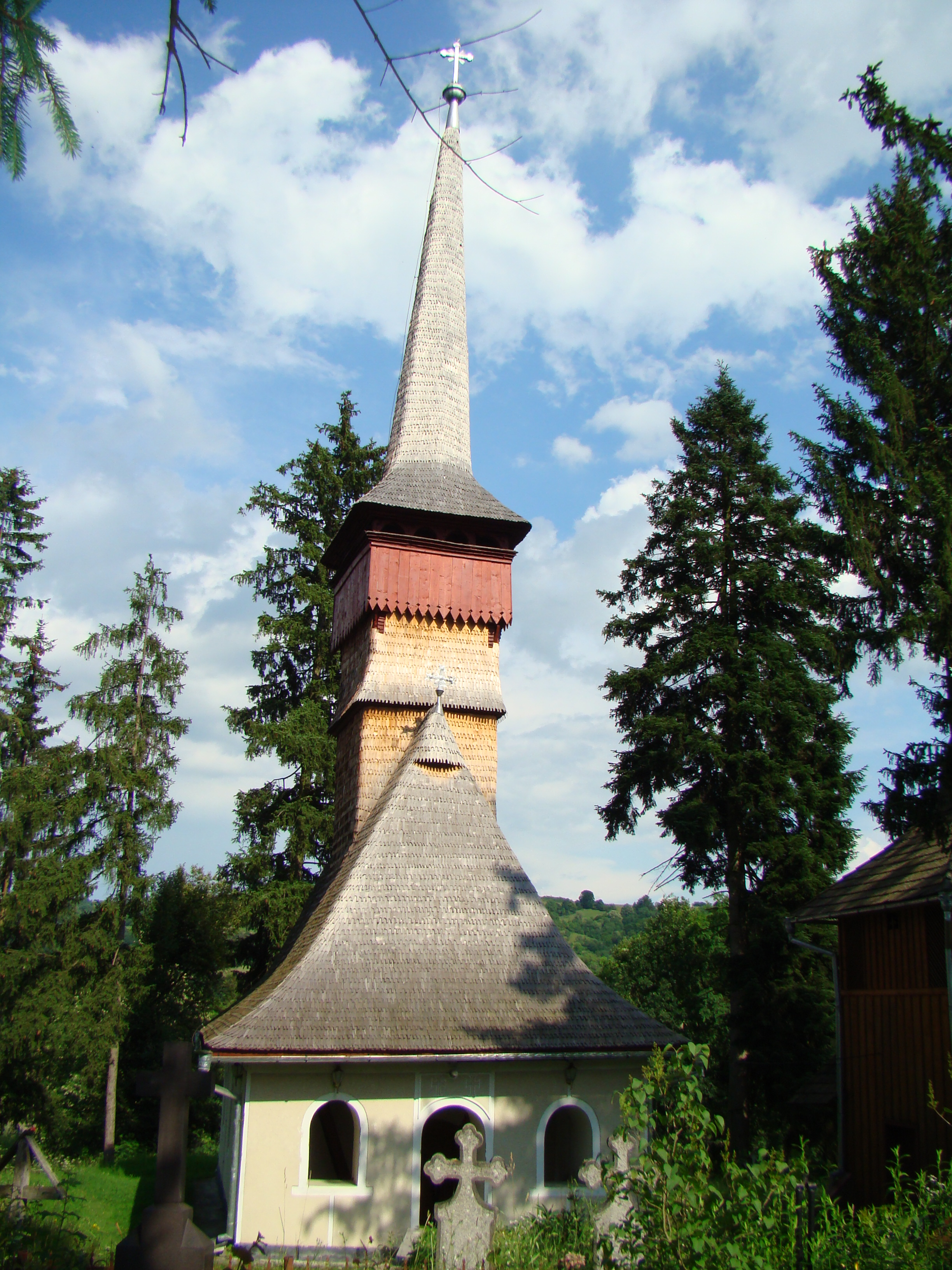
Biserica Sf.Nicolae din Berința
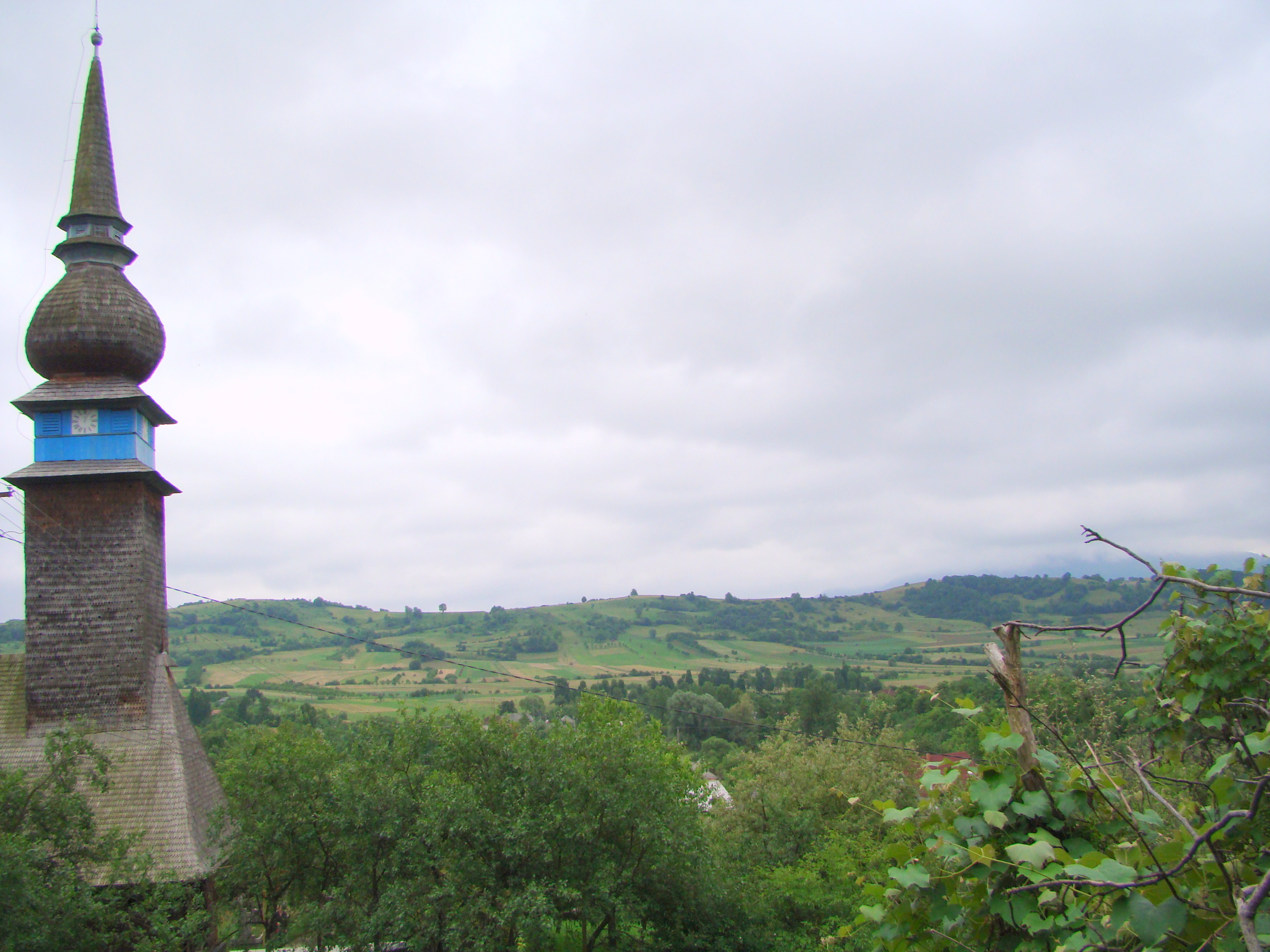
Lăschia
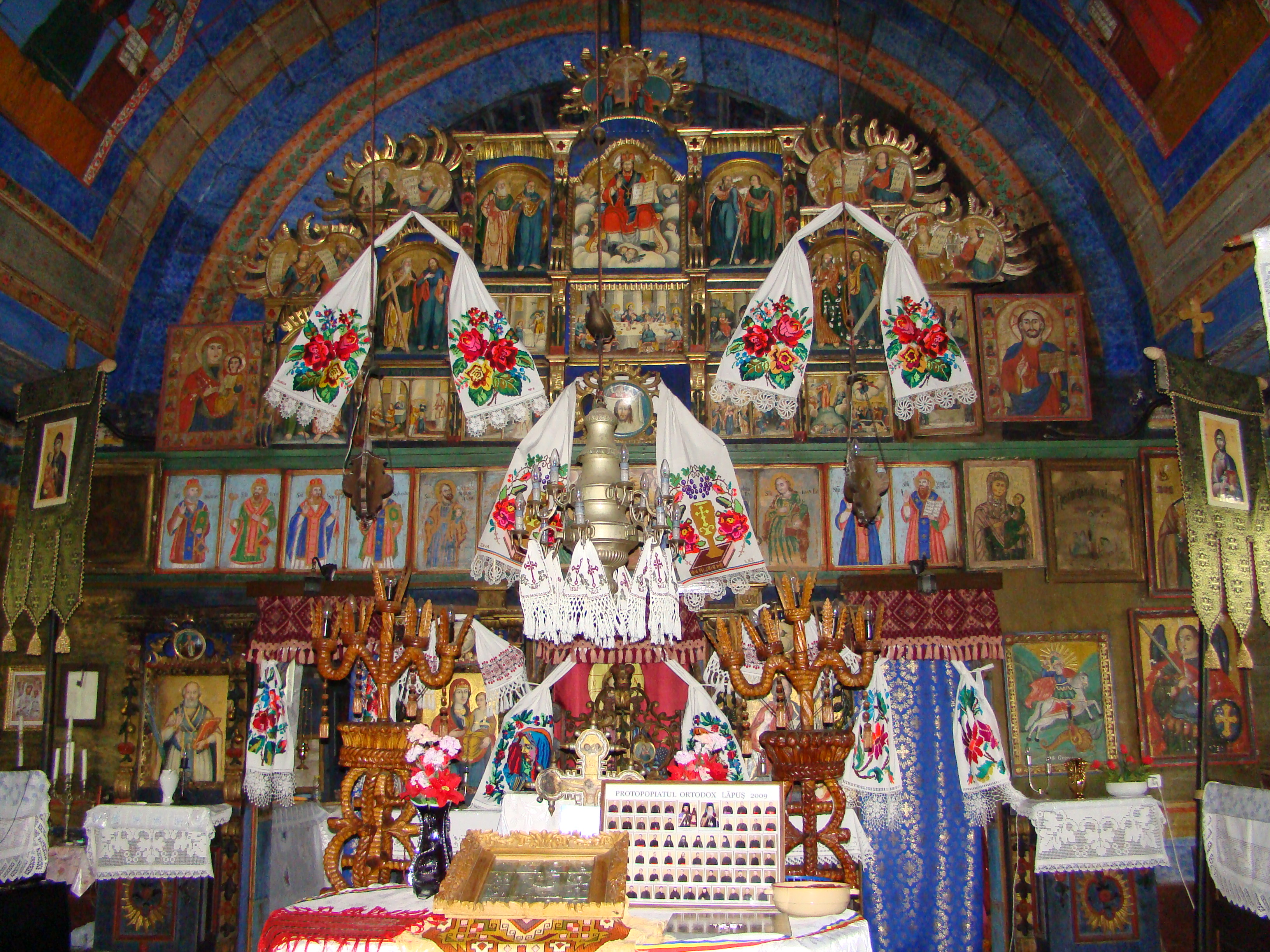
Biserica de lemn din Lăschia (iconostasul)
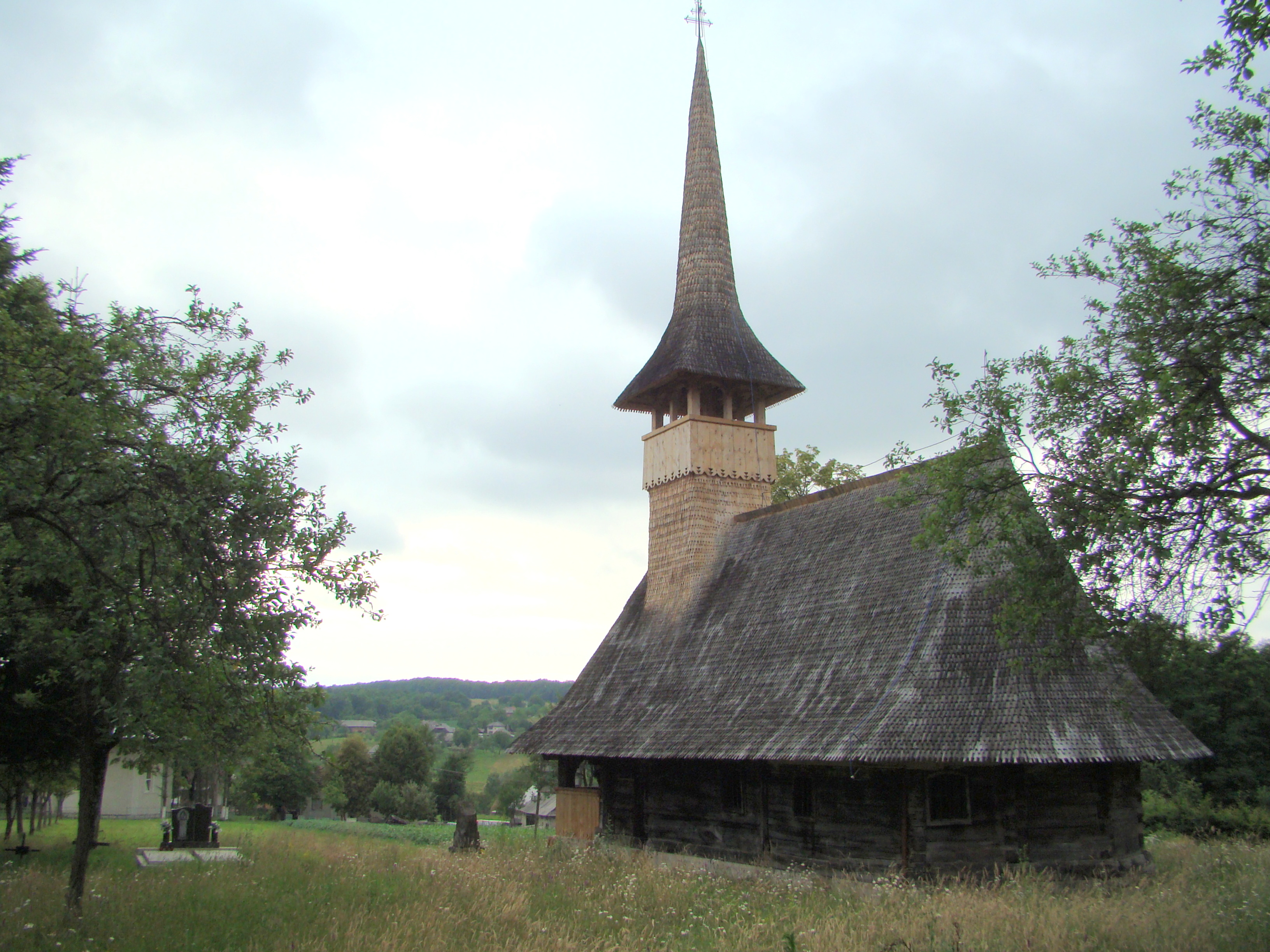
Biserica de lemn din Cărpiniș
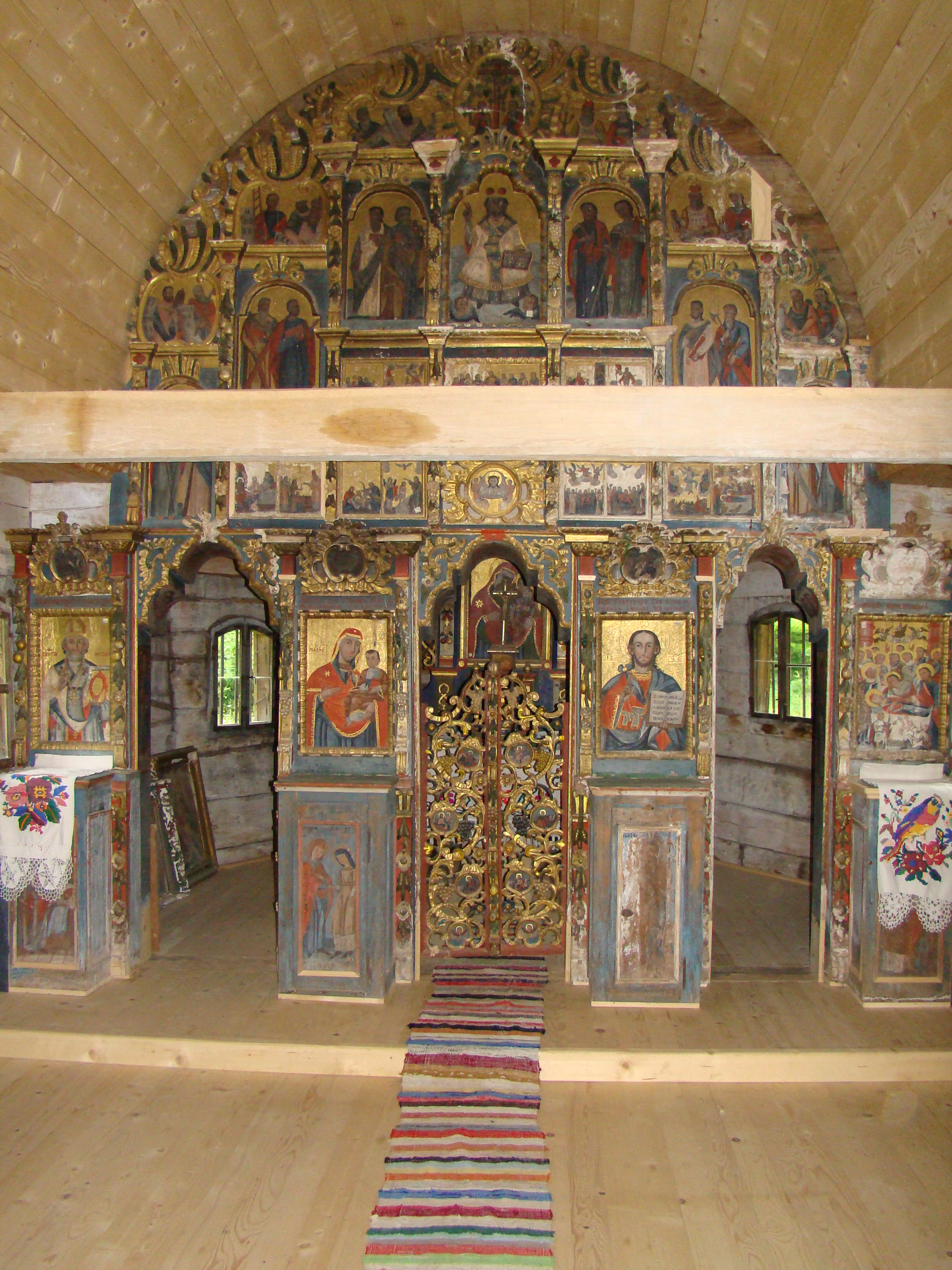
Biserica de lemn din Cărpiniș